# Cavergno
Cavergno est une localité et une ancienne commune suisse du canton du Tessin.

## Histoire
La commune a fusionné, en même temps que celle de Bignasco, avec celle de Cevio.

## Personnalités
Plinio Martini (1923-1979), écrivain